# Xenolecia
Xenolecia — рід грибів родини Lecideaceae. Назва вперше опублікована 1984 року.

## Класифікація
До роду Xenolecia відносять 2 види:
- Xenolecia cataractarum
- Xenolecia spadicomma